# 牡丹江省
牡丹江省（ぼたんこう-しょう）は満洲国にかつて存在した省。現在の黒竜江省東南部に位置した。

## 歴史
1937年7月1日、満洲国政府は浜江省南部の牡丹江市及び寧安県、穆棱県、東寧県、密山県、虎林県の5県に新たに牡丹江省を設置した。1939年6月には綏陽県を設置すると共に、密山及び虎林の2県を新設された東安省に移管している。1943年10月1日、牡丹江省は東満総省に編入されたが、1945年5月28日の東満総省の解体に伴い、旧牡丹江省は東安省と合併し東満省とされた。

## 設置
1937年7月、満洲国政府は浜江省南部に牡丹江省を新設。

## 廃止
1943年10月、東満総省に編入される。

## 歴代省長
特記なき場合『世界諸国の制度・組織・人事 : 1840-2000』による。
- 大島陸太郎：1937年7月1日 - 1938年8月19日
- 渋谷三郎：1938年8月19日 - 1939年12月18日
- 三谷清：1939年12月18日 - 1943年10月1日（東満総省に編入）